# 大河内存真
大河内 存真（おおこうち ぞんしん）は、江戸時代後期の尾張藩医、本草学者。

## 経歴

### 生い立ち
寛政8年（1796年）8月12日、尾張藩御目見医師西山玄道の子として名古屋呉服町一丁目に生まれ、父の幼名を譲り受けて代吉と名付けられた。享和元年（1801年）12月右仲と改名し、家学の学習を始めた。享和3年（1803年）4月麻疹と天然痘に罹るも、軽症で済んだ。文化4年（1807年）奥医師浅井貞庵に入門して他学を学び、文化9年（1812年）九代目奈倉道庵に入門して鍼術を学んだ。
文化10年（1813年）道済と改名し、12月17日独立開業し、二段席となった。文化12年（1815年）4月22日杉ノ町の豪商桔梗屋左兵衛と東国旅行に出かけ、善光寺、日光、江戸を観光し、6月帰宅した。

### 奥医師
文政元年（1818年）10月26日、大河内重則の婿養子として大河内家を継ぐことが決まり、藤塚町佐治与九郎借家に移った。12月12日評定所の認可で小普請医師となり、4月15日藩主徳川斉朝に御目見し、9月16日大河内存真を襲名した。
文政4年（1821年）8月1日、師浅井貞庵が邸内に設置した静観堂講舎（後の医学館）において書生取締方を命じられた。文政12年（1829年）11月番医師に進み、天保元年（1830年）2月21日御薬園御用手伝を兼ねた。7月12日奥医師打込として前藩主斉朝の治療を担当し、天保2年（1831年）1月20日免じられた。天保7年（1836年）7月10日医学館世話役を兼務した。
天保10年（1839年）3月23日江戸詰中の藩主徳川斉温が急変したため、斉朝の命で江戸に急行するも間に合わず、4月3日帰国した。8月14日奥医師打込として斉温室俊恭院を担当した。天保11年（1840年）10月2日俊恭院死去に伴い、10月15日町在医師医業吟味方懸りに転じた。天保14年（1843年）6月医学館世話役を解かれ、閏9月29日奥詰医師として帰国した現藩主徳川斉荘を担当し、天保15年（1844年）11月8日には町在医師医業吟味方懸りも解かれた。
弘化2年（1845年）7月斉荘が死去すると、幼年の新藩主徳川慶臧のため、弘化3年（1846年）2月26日小児科を本業とし、閏5月22日御薬園御用手伝を辞職した。
嘉永2年（1849年）8月15日奥医師として徳川斉朝匙役を勤めたが、嘉永3年（1850年）1月28日流注を発症し、3月30日死去した。12月27日奥医師となり、嘉永4年（1851年）1月4日江戸に上り、徳川慶恕の帰国に同伴して3月22日帰着した。
嘉永5年（1852年）3月26日慶恕側室多満が懐妊し、5月10日誕生御用を命じられたが、病気のためこれを断った。8月15日全快し、誕生した栄姫の療養に携わったが、嘉永6年（1853年）6月1日夭折した。その後、多満の寛之助出産、側室由起の尭之助出産にも関わったが、いずれも夭折している。

### 晩年
安政5年（1858年）11月4日奥医師を依願免職し、寄合医師に降格した。明治2年（1869年）11月15日名古屋藩一等医となったが、明治3年（1870年）5月12日退隠した。明治16年（1883年）5月23日死去。墓所は千種区鍋屋上野町竜洞山神葬墓地。

## 著書
- 『虫類写集』 - 石井宗謙によってオランダ語訳され、ライデン大学にAanteekeningen tot de Afbeelding van eenige Japansche Insekten.（日本昆虫図譜に関する説明書）として所蔵されている。

## 家族
- 実父：西山玄道 - 天保14年（1843年）4月25日夜七時頃没[1]。
- 実母：多喜 - 林三郎右衛門家来筋野間伊右衛門利貞四女[3]。嘉永5年（1852年）12月12日没[1]。法号禎堂恵祥大姉[1]。
- 実弟：伊藤圭介[1]
- 実妹：きい - 藩士鈴木小兵衛に嫁ぎ、待十と称する[1]。
- 養父：大河内存真重則 - 天明4年（1784年）生、文化13年（1830年）没。
- 妻：春 - 重則娘[1]。
- 長男：大河内構斎 - 七二郎、道済、構斎 - 文政10年（1827年）7月2日生[1]。名は重煕、字は伯𤽾[2]。
- 次男：菊三郎 - 天保15年（1844年）6月23日生。妾腹[1]。名は重好[2]。